# Mario Quintana

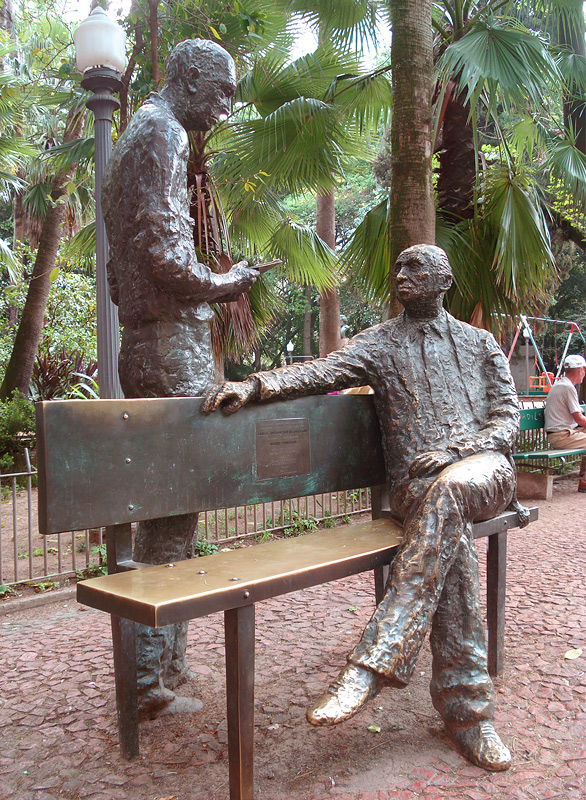
Mario Quintana

Mario de Miranda Quintana (* 30. Juli 1906 in Alegrete, Brasilien; † 5. Mai 1994 in Porto Alegre, Brasilien) war ein brasilianischer Lyriker, Schriftsteller, Übersetzer und Journalist.
Quintana erhielt seine erste schulische Ausbildung in seiner Heimatstadt Alegrete. 1919 zog er nach Porto Alegre um, wo er die Militärschule besuchte und seine ersten literarischen Werke veröffentlichte. Später arbeitete er im Verlag Globo und danach in der Apotheke seines Vaters. Bekannt für seinen durch Ironie, Tiefsinnigkeit und Perfektion geprägten Stil, wird Mario Quintana auch als der „Dichter der einfachen Dinge“ bezeichnet.
Er arbeitete lange Zeit seines Lebens als Journalist bei der Zeitung Correio do Povo, wo er die Samstagskolumne für die Kulturseite schrieb. Daneben übersetzte er mehr als 130 Werke der Weltliteratur ins Portugiesische, darunter Auf der Suche nach der verlorenen Zeit von Marcel Proust, Mrs. Dalloway von Virginia Woolf und Parole e Sangue von Giovanni Papini.
1940 veröffentlichte er seinen ersten Gedichtband A Rua dos Cataventos (Die Straße der Windräder), womit seine schriftstellerische Karriere begann. 1960 erhielt der Dichter den Fernando-Chinaglia-Preis für das beste Buch des Jahres von der União Brasileira de Escritores (Brasilianischer Schriftstellerverband). 1966 erschien – anlässlich seines 60. Geburtstags – Quintanas Gedichtsammlung (Antologia Poética), die 60 Gedichte umfasst. Im selben Jahr trug Manuel Bandeira sein Quintana gewidmetes Gedicht „Quintanares“ in der Academia Brasileira de Letras (Brasilianische Akademie der Literatur) vor. 1976 wurde er im Alter von 70 Jahren vom Bundesstaat Rio Grande do Sul mit der Medaille „Negrinho do Pastoreio“ ausgezeichnet. Von der Academia Brasileira de Letras erhielt er 1980 den Machado-de-Assis-Preis für sein Gesamtwerk.

## Privatleben

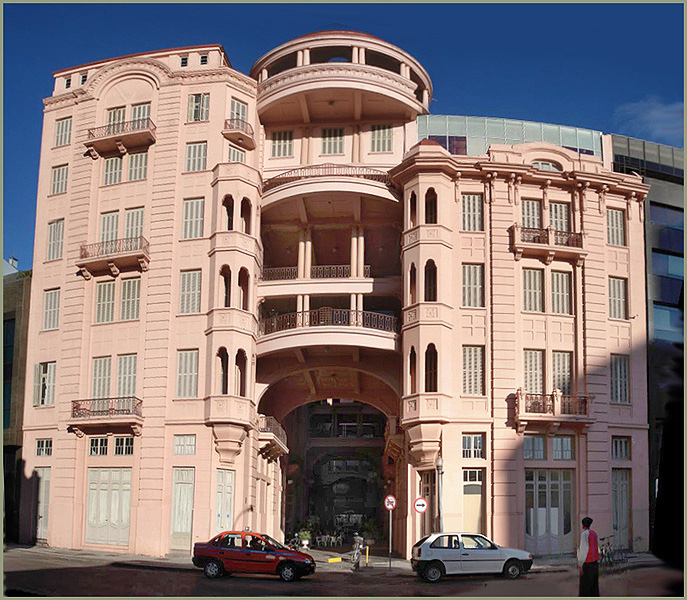
Das Kulturzentrum Mario Quintana (Casa de Cultura Mario Quintana) im ehemaligen Hotel Majestic.

Mario Quintana war weder verheiratet, noch hatte er Kinder. Er war ein Einzelgänger und wohnte lange Zeit seines Lebens in Hotels. Von 1968 bis 1980 war das Hotel Majestic in der Altstadt Porto Alegres sein Wohnort. Dieses musste er jedoch verlassen, als er von der Zeitung Correio do Povo aufgrund finanzieller Schwierigkeiten entlassen wurde und sein Zimmer nicht mehr bezahlen konnte. In dieser Zeit stellte ihm Paulo Roberto Falcão, ein Sportkommentator und ehemaliger Fußballspieler der brasilianischen Nationalmannschaft, ein ihm gehörendes Zimmer im Hotel Royal zur Verfügung. Einer Freundin, die das Zimmer als zu klein empfand, sagte Quintana: „Ich lebe in mir selbst. Es ist kein Problem, dass das Zimmer klein ist. Das ist gut so, denn da habe ich weniger Platz, um meine Sachen zu verlieren“.
Dieselbe Freundin fand eine Wohnung für ihn im Hotel Porto Alegre Residence, wo der Dichter von seinem achtzigsten Lebensjahr bis zu seinem Tod wohnen sollte. Er liebte sein neues Zuhause sofort: „Sogar eine Küche gibt es!“.
Das Gebäude des Hotel Majestic galt schon als architektonisches Wahrzeichen Porto Alegres, als es 1982 von der Stadt unter Denkmalschutz gestellt wurde. Im Jahr 1983 erwarb es der Bundesstaat von Rio Grande do Sul auf Wunsch von einheimischen Verehrern des Dichters und machte es zu einem Kulturzentrum, das Casa de Cultura Mario Quintana genannt wurde. Das Zimmer des Dichters wurde dort mithilfe der Großnichte und der langjährigen Sekretärin Elena Quintana originalgetreu nachgebaut. Quintana starb 1994 in Porto Alegre, wo er auf dem Friedhof São Miguel e Alma begraben wurde. Anlässlich seines hundertsten Geburtstages wurden 2006 dem Dichter zu Ehre zahlreiche Feiern in Rio Grande do Sul veranstaltet.

## Beziehung zur Academia Brasileira de Letras
Der Dichter versuchte dreimal in die Academia Brasileira de Letras aufgenommen zu werden, doch er erhielt die für die Aufnahme nötigen zwanzig Wahlstimmen nicht. Als er das Angebot bekam, sich ein viertes Mal zur Wahl zu stellen, lehnte er ab, obwohl ihm zugesagt wurde, dieses Mal einstimmig gewählt zu werden.

„Sie [die Mitgliedschaft in der Academia] behindert einfach die Kreativität. Da leben sie mit dem Druck zu wählen und Reden für Berühmtheiten zu halten. Es ist schade, dass die von Machado de Assis gegründete Errichtung heute so politisiert ist. Da gibt es nur Politiker.“

„Wenn Mario Quintana in der Academia Brasileira de Letras wäre, würde das weder sein Leben noch sein Werk ändern. Die Tatsache, dass er kein Mitglied ist, stellt einzig für die Akademie ein Verlust dar.“

„Die meisten Anhänger dieses großen Schriftstellers sind empört, dass er nicht zu den Unsterblichen der ABL zählte. Meines Erachtens sind Ehrentitel nichts mehr als Ehrentitel. Ich glaube, dass ihm die größte Anerkennung zuteilwurde, nämlich die Wertschätzung und Liebe des brasilianischen Volkes für seine Gedichte und für den großartigen Dichter und Menschen, den er war.“

## Übersetzertätigkeit
Unter den verschiedenen Büchern, die der Dichter für den Verlag Globo (Porto Alegre) übersetzte, sind einige Bände des Bestsellers Auf der Suche nach der verlorenen Zeit von Marcel Proust (vielleicht seine bekannteste Übersetzung), und Werke von Honoré de Balzac, Voltaire, Virginia Woolf, Graham Greene, Giovanni Papini und Charles Morgan. Darüber hinaus ist davon auszugehen, dass Quintana unzähligen Liebesgeschichten und Kriminalromanen übersetzte ohne dafür irgendeine Anerkennung erhalten zu haben – eine durchaus übliche Praxis in der damaligen Zeit (zwischen 1934 und 1955).

## Ehrungen
Manuel Bandeira widmete Quintana ein Gedicht, in dem es heißt:
Meu Quintana, os teus cantares
Não são, Quintana, cantares.
São, Quintana, quintanares.
Quinta-essência de cantares…
Insólitos, singulares…
Cantares? Não! Quintanares!
Der Troubadour Jayme Caetano Braun widmete dem Dichter die „Payada a Mario Quintana“. Hier ein Auszug aus dem Gedicht:
Entre os bem-aventurados
Dos quais fala o evangelho,
Eu vejo no mundo velho
Os poetas predestinados,
Eles que foram tocados
Pela graça soberana,
Mas a verdade pampeana
Desta minh’alma irrequieta,
É que poeta nasce poeta
E poeta é o Mario Quintana!
In Rio Grande do Sul gibt es mehrere Schulen, die den Namen des Dichters tragen. In Porto Alegre ist ein Stadtteil nach ihm benannt.
Im Jahr 1981 wurde er zum Autor des Jahres ernannt und erhielt den Prêmio Jabuti de Literatura (Jabuti-Literaturpreis).

## Werke

### Gedichtbände
- A Rua dos Cataventos[5] Porto Alegre, Editora do Globo, 1940
- Canções – Porto Alegre, Editora do Globo, 1946
- Sapato Florido[6] Porto Alegre, Editora do Globo, 1948
- O Aprendiz de Feiticeiro – Porto Alegre, Editora Fronteira, 1950
- Espelho Mágico – Porto Alegre, Editora do Globo, 1951
- Inéditos e Esparsos – Alegrete, Cadernos do Extremo Sul, 1953
- Poesias – Porto Alegre, Editora do Globo, 1962
- Caderno H[7] Porto Alegre, Editora do Globo, 1973
- Apontamentos de História Sobrenatural – Porto Alegre, Editora do Globo / Instituto Estadual do Livro, 1976
- Quintanares- Porto Alegre, Editora do Globo, 1976
- A Vaca e o Hipogrifo – Porto Alegre, Garatuja, 1977
- Esconderijos do Tempo – Porto Alegre, L&PM, 1980
- Baú de Espantos – Porto Alegre – Editora do Globo, 1986
- Preparativos de Viagem – Rio de Janeiro – Editora Globo, 1987
- Da Preguiça como Método de Trabalho – Rio de Janeiro, Editora Globo, 1987
- Porta Giratória – São Paulo, Editora Globo, 1988
- A Cor do Invisível – São Paulo, Editora Globo, 1989
- Velório Sem Defunto – Porto Alegre, Mercado Aberto, 1990
- Água – Porto Alegre, Artes e Ofícios, 2011
- Eu Passarinho – São Paulo, Para gostar de ler 41, Editora Ática, 2006 (Antologia póstuma)

### Kinderbücher
- O Batalhão das Letras – Porto Alegre, Editora do Globo, 1948
- Pé de Pilão – Petrópolis, Editora Vozes, 1968
- Lili inventa o Mundo – Porto Alegre, Mercado Aberto, 1983
- Nariz de Vidro – São Paulo, Editora Moderna, 1984
- O Sapo Amarelo – Porto Alegre, Mercado Aberto, 1984
- Sapato Furado – São Paulo, FTD Editora, 1994

### Sammelbände
- Nova Antologia Poética – Rio de Janeiro, Ed. do Autor, 1966
- Prosa & Verso – Porto Alegre, Editora do Globo, 1978
- Chew me up Slowly (Caderno H) – Porto Alegre, Editora do Globo / Riocell, 1978
- Na Volta da Esquina – Porto Alegre, L&PM, 1979
- Objetos Perdidos y Otros Poemas – Buenos Aires, Calicanto, 1979
- Nova Antologia Poética – Rio de Janeiro, Codecri, 1981
- Literatura Comentada – Editora Abril, Seleção e Organização Regina Zilberman, 1982
- Os Melhores Poemas de Mario Quintana (seleção e introdução de Fausto Cunha)- São Paulo, Editora Global, 1983
- Primavera Cruza o Rio – Porto Alegre, Editora do Globo, 1985
- 80 anos de Poesia – São Paulo, Editora Globo, 1986
- Trinta Poemas – Porto Alegre, Coordenação do Livro e Literatura da SMC, 1990
- Ora Bolas – Porto Alegre, Artes e Ofícios, 1994
- Antologia Poética – Porto Alegre, L&PM, 1997
- Mario Quintana, Poesia Completa – Rio de Janeiro, Nova Aguilar, 2005